# Paul Roazen
Paul Roazen (Boston, Massachusetts, 1936. augusztus 14. – 2005. november 3.) politológus, egyetemi tanár, a pszichoanalízis történésze.

## Élete
Roazen B.A. oklevelét a Harvard Egyetemen szerezte meg 1958-ban. Ezután különböző felsőoktatási intézményekben tanult, például Chicagói Egyetemen. Később visszatért a Harvardra, s megírta doktori disszertációját, amely Freud politikai és társadalmi nézeteiről szólt. 1971-ben miután a Harvardon, mint adjunktus tanított, elfogadott egy kinevezést a Torontói Egyetemre, ahol társadalom- és politikatudományt oktatott, egészen korai, 1995-ös nyugdíjba vonulásáig.
1965-ben Roazen nekikezdett Sigmund Freud még élő barátainak, rokonainak, kollégáinak, kezeltjeinek felkutatásához, meginterjúvolásához. Első jelentősebb könyve (Freud and his followers) több mint 100 órányi anyagra épült. Ez később egy sokakra hatott, s mára már a pszichoanalízis történészei számára alapvető műnek számít.
Roazen volt az első nem-pszichoanalitikus, akinek Anna Freud megengedte, hogy a Brit Pszichoanalitikus Intézet archívumában kutasson. Rendelkezésére állt az a hatalmas mennyiségű adattömeg, amelyet Ernest Jones használt, Freud életrajzának megírásához.

## Művei

### Íróként
- Freud: Political and Social Thought, New York, Knopf, 1968
- Brother Animal: The Story of Freud and Tausk, N.Y., Knopf, 1969
- Freud and his followers, New York, Knopf, 1975
- Erik H. Erikson: The Power and Limits of a Vision, N.Y., The Free Press, 1976
- Helene Deutsch: A Psychoanalyst’s Life, N.Y., Doubleday, 1985
- Encountering Freud: The Politics and Histories of Psychoanalysis, New Brunswick, N.J., Transaction Publishers, 1990
- Meeting Freud’s Family, Amherst, University of Mass. Press, 1993
- Heresy: Sándor Radó and the Psychoanalytic Movement, with Bluma Swerdloff, Northvale, N.J., Aronson, 1995
- How Freud Worked: First-Hand Accounts of Patients, Northvale, N.J. : J. Aronson, 1995
- Canada’s King: An Essay in Political Psychology, Oakville, Ontario, Mosaic Press, 1998
- Oedipus in Britain: Edward Glover and the Struggle Over Klein (N.Y., Other Press, 2000)
- Political theory and the psychology of the unconscious : Freud, J. S. Mill, Nietzsche, Dostoevsky, Fromm, Bettelheim and Erikson, London, Open Gate Press, 2000
- The historiography of psychoanalysis, New Brunswick (US) ; London (UK), Transaction Publ., 2001
- The Trauma of Freud: Controversies in Psychoanalysis, New Brunswick, N.J., Transaction Publishers, 2002
- Cultural Foundations of Political Psychology, New Brunswick, N.J., Transaction Publishers, 2003
- On The Freud Watch: Public Memoirs, London, Free Association Books, 2003
- Edoardo Weiss: The House that Freud Built (New Brunswick, N.J., Transaction Publishers, 2005)

### Szerkesztőként
- Victor Tausk: Sexuality, War, and Schizophrenia: collected psychoanalytic papers, edited and with an introduction by Paul Roazen ; translations by Eric Mosbacher &others. – New Brunswick, US : Transaction Publishers, 1991

## Fordítás
- Ez a szócikk részben vagy egészben  a   Paul_Roazen című angol Wikipédia-szócikk fordításán alapul.  Az eredeti cikk szerkesztőit annak laptörténete sorolja fel. Ez a jelzés csupán a megfogalmazás eredetét és a szerzői jogokat jelzi, nem szolgál a cikkben szereplő információk forrásmegjelöléseként.